# Gabriel Etinof
Gabriel Etinof (Les Ulis, Francia, 12 de enero de 1996) es un futbolista francés que juega como centrocampista en el C. F. Rayo Majadahonda de la Segunda División B de España.

## Trayectoria
Es un jugador formado en la cantera del Stade Lavallois Mayenne Football Club con el que llegó a debutar en 2015. Durante la temporada 2016-17 es cedido al ASM Belfort.
En la temporada 2018-19 el extremo diestro en las filas del Stade Laval de la Nacional francesa, termina la liga en cuarta posición. Etinof sería elegido en el once ideal de la Nacional 1, siendo el máximo asistente del campeonato con 13 pases y marcando cuatro goles. Uno de ellos fue elegido como el mejor de la liga.
En mayo de 2019 llegó a un acuerdo con el Real Zaragoza de la Segunda División de España para firmar un contrato para los próximos cuatro años pero el acuerdo quedó roto unas semanas después al no superar el jugador el reconocimiento médico.

## Clubes
| Club                          | País    | Año       |
| ----------------------------- | ------- | --------- |
| Stade Lavallois Mayenne F. C. | Francia | 2015-2019 |
| A. S. M. Belfort              | Francia | 2017      |
| S. O. Cholet                  | Francia | 2019-2020 |
| C. F. Rayo Majadahonda        | España  | 2020-     |